# Zażartkowate

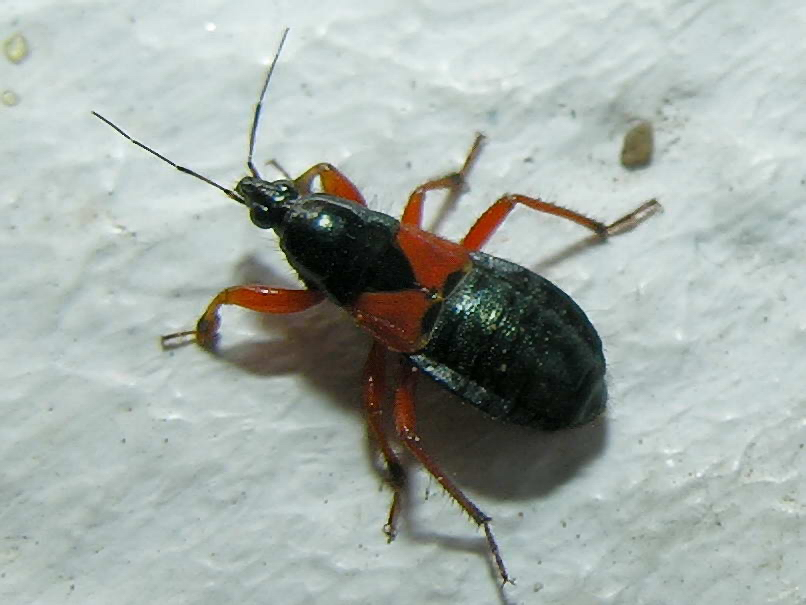
Prostemma guttula

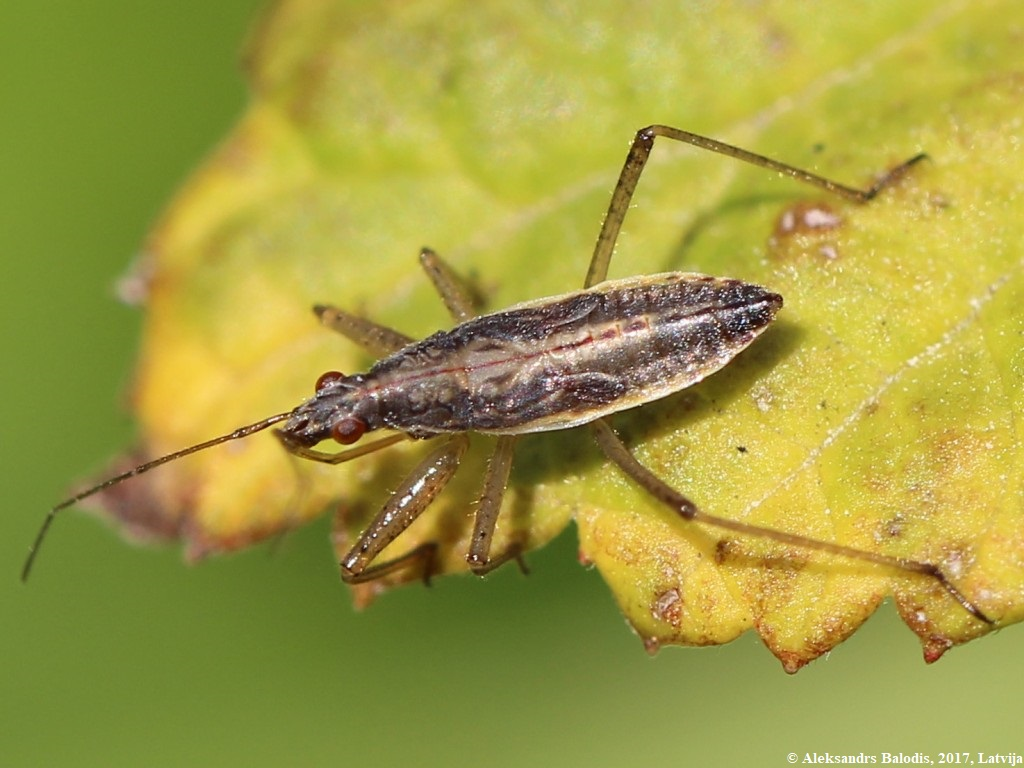
Zażartka pospolita

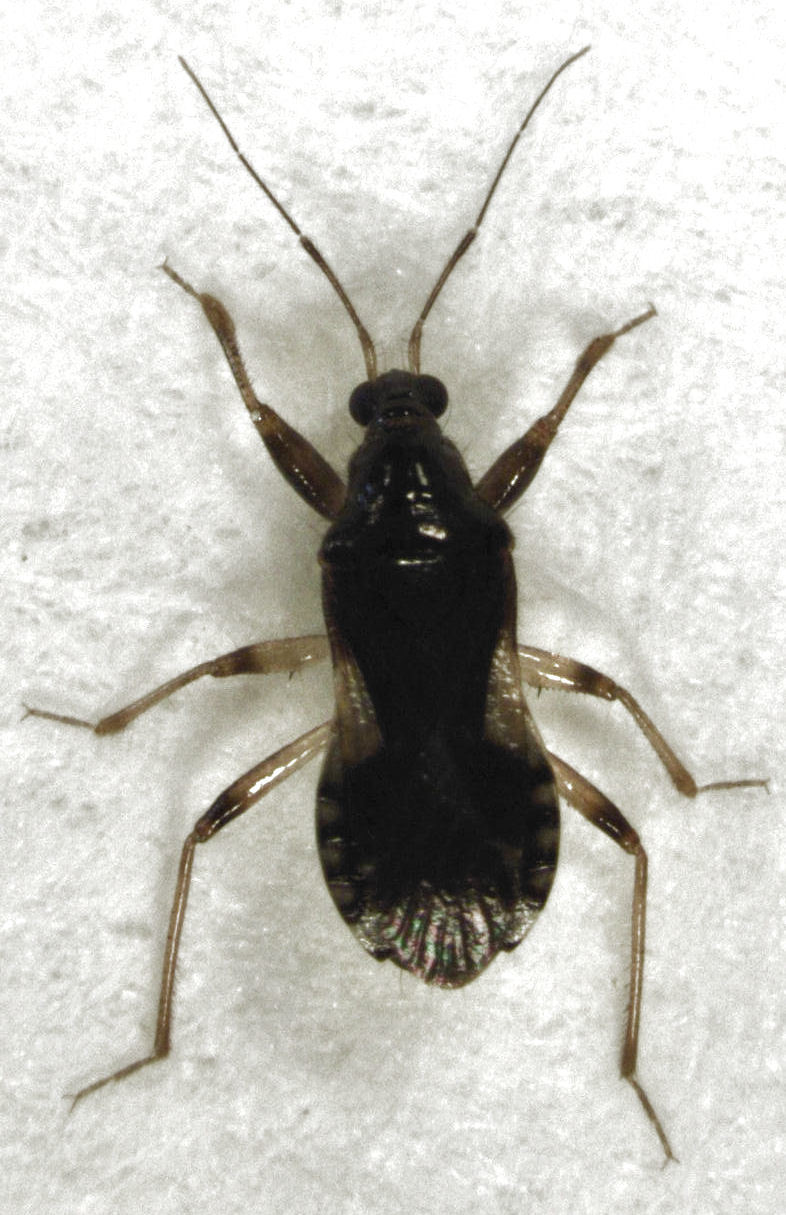
Alloeorhynchus myersi

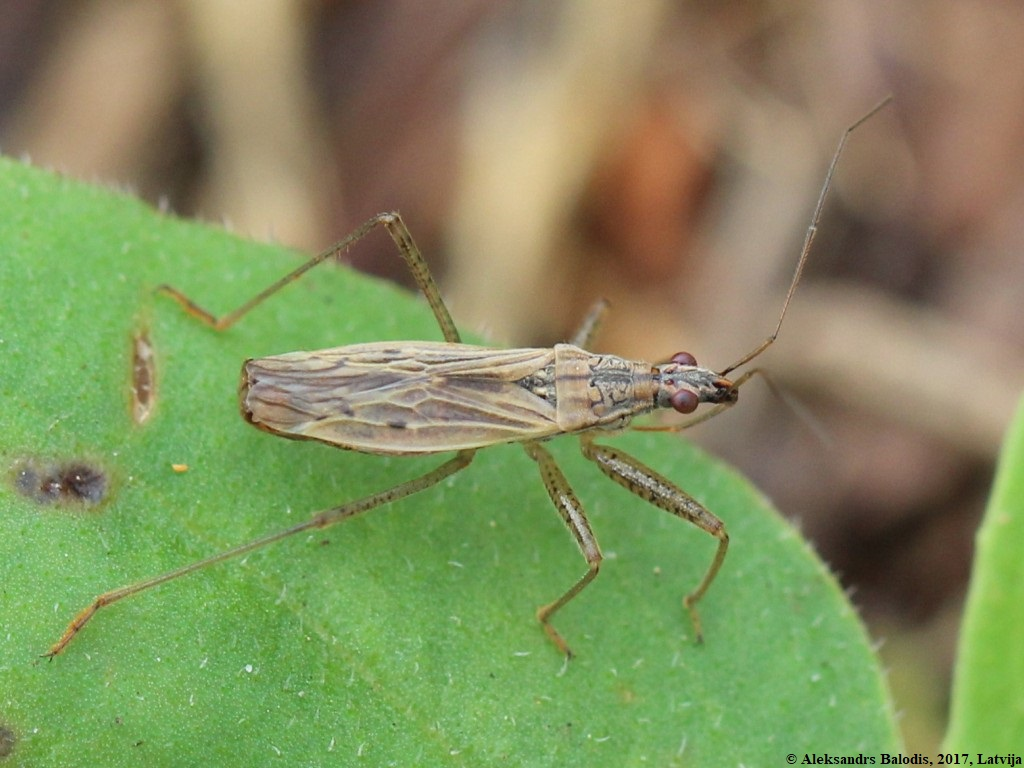
Zażartka podtrawna

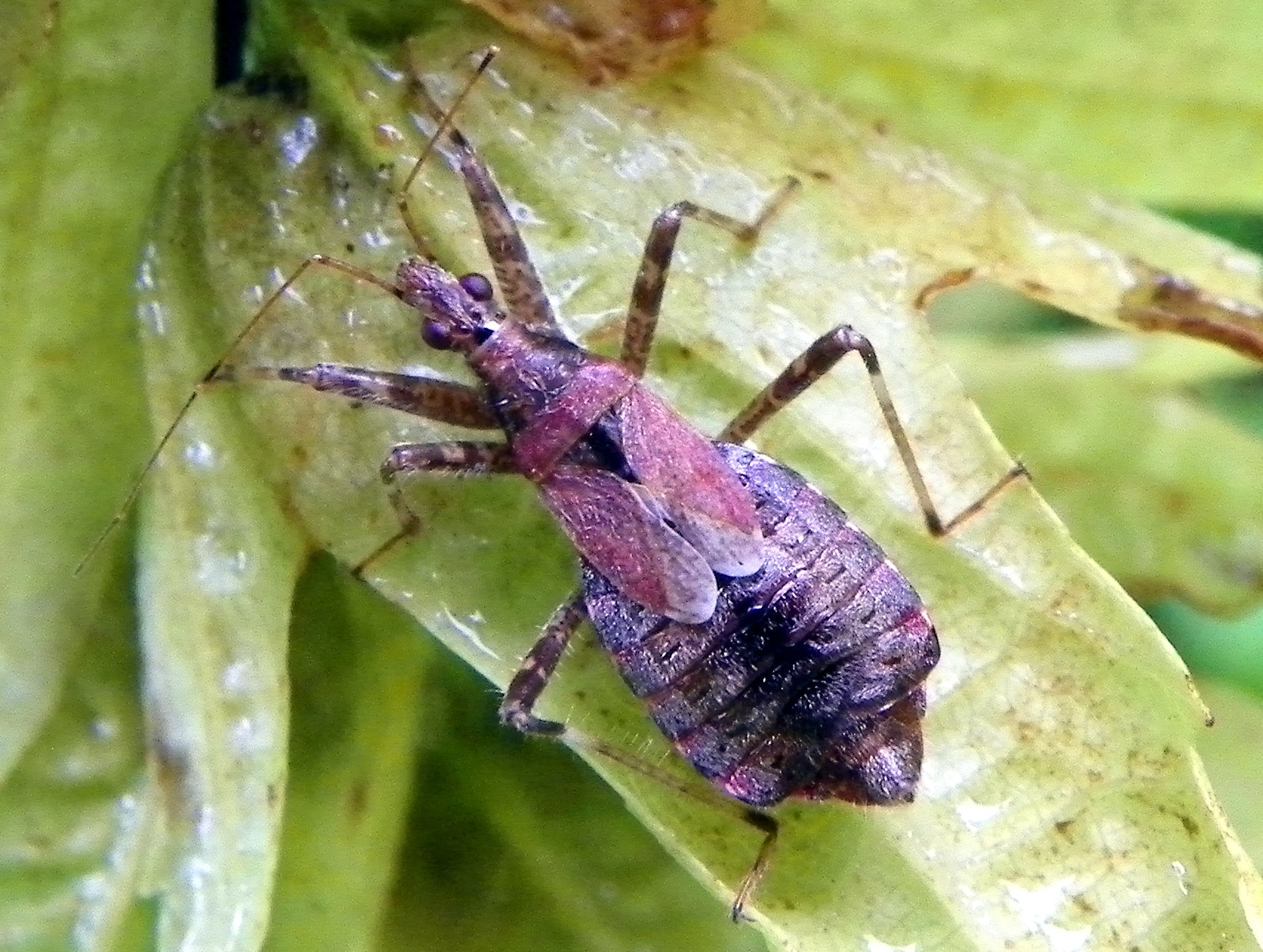
Zażartka drzewna

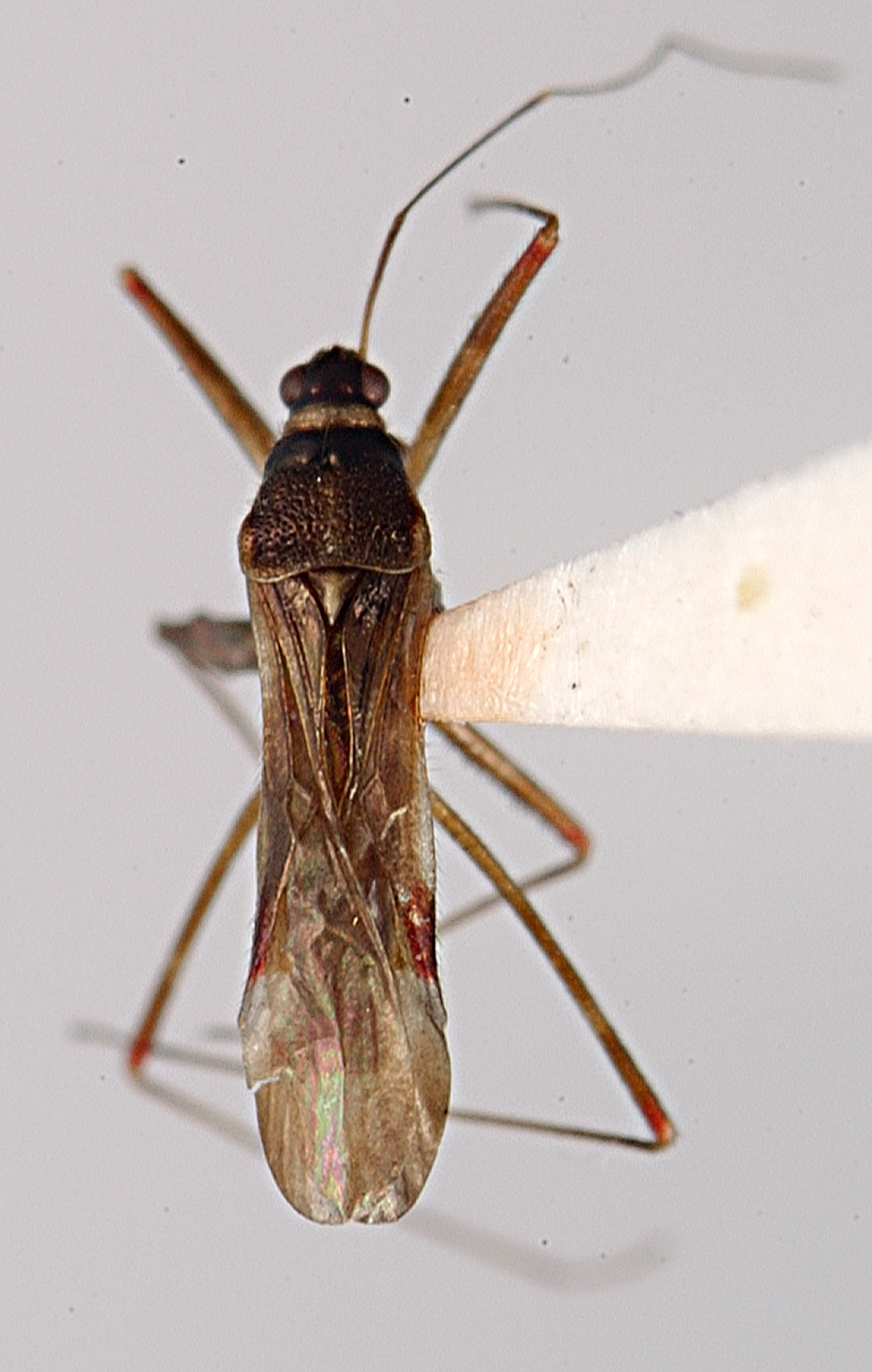
Arachnocoris eberhardi

Zażartkowate (Nabidae) – rodzina pluskwiaków z podrzędu różnoskrzydłych. Obejmuje około 500 opisanych gatunków. Rozprzestrzeniona jest kosmopolitycznie. Przedstawiciele są głównie drapieżnikami, zwykle generalistycznymi. Dość licznie występują w agrocenozach, odgrywając pożyteczną rolę w zwalczaniu szkodników. W zapisie kopalnym znane są od jury.

## Morfologia
Pluskwiaki te zwykle osiągają średnie rozmiary, rzadko przekraczając 10 mm długości ciała. Kształt mogą mieć wydłużony, wydłużony z owalnie rozszerzonym tyłem lub, rzadziej, przysadzisty. Ubarwienie zazwyczaj jest maskujące: szare, żółtoszare lub brązowe, rzadziej występuje czerwono-czarne ubarwienie ostrzegawcze.
Wydłużona, owalna głowa ma oczy złożone umieszczone blisko brzegu przedtułowia, a przyoczka ulokowane na płaskim ciemieniu. Stosunkowo długie i cienkie czułki oprócz czterech członów właściwych budują także dwa drobne człony wstawkowe, umieszczone za członem pierwszym i drugim. Czteroczłonowa, ruchliwa kłujka w pozycji spoczynkowej nie przylega do spodu głowy lecz wygina się łukowato, ku tyłowi sięgając do przedpiersia lub śródpiersia. Spośród członów kłujki drugi i trzeci są znacznie dłuższe niż pierwszy i czwarty.
Przedplecze ku tyłowi rozszerza się trapezowato, natomiast przednia krawędź przedtułowia wykształcona jest w kołnierz. Małych rozmiarów tarczka ma trójkątny kształt; u Prostemmatinae przy jej brzegach rosną trichobotria. Występuje wielopostaciowość skrzydeł. U form długoskrzydłych półpokrywy sięgają końca odwłoka lub go przekraczają i mają zakrywkę z dwoma lub trzema komórkami w użyłkowaniu. U innych form skrzydła mogą być różnie skrócone. U form półdługoskrzydłych są one tylko nieco krótsze, węższe i mają niedomknięte komórki błonki, podczas gdy form skrajnych sięgają zaledwie ¼ długości odwłoka, a zakrywka ma postać wypustki. Odnóża mają trójczłonowe stopy oraz kolce i szczeciniaste przylgi (łac. fossula spongiosa) na wewnętrznych stronach wierzchołków goleni. Uda pierwszej lub pierwszej i drugiej pary odnóży bywają pogrubione.
Odwłok ma lekko przypłaszczony wierzch, niekiedy z uniesionymi brzegami. Listewka brzeżna odwłoka wyodrębniona jest tylko u części gatunków. Trichobotria mogą występować lub nie. Ujścia grzbietowych gruczołów zapachowych odwłoka znajdują się u larw pomiędzy tergitami czwartym i piątym, piątym i szóstym oraz szóstym i siódmym. Samice mają spermatekę w postaci robakowatego gruczołu oraz lancetowate pokładełko, tylko u Arachnocoris zredukowane. Ponadto samice większości rodzajów odznaczają się obecnością apofizy po wewnętrznej stronie siódmego sternum. Genitalia samców najczęściej są symetryczne, rzadziej niesymetryczne są prącie lub paramery. Paramery osadzone są w zewnętrznych zagłębieniach dziewiątego segmentu odwłoka. Błoniaste, łukowato wygięte prącie dzieli się na krótką podstawę, kielichowatą, niekiedy zaopatrzoną w ciemne haczyki tekę oraz stożkowatą wezykę i w spoczynku nakryte jest stożkiem odbytowym. Samce większości gatunków mają za tylnym otworem pygoforu narząd Ekbloma, biorący udział w rozprowadzaniu feromonów z gruczołów rektalnych.

## Biologia i ekologia

### Pokarm
Zarówno osobniki dorosłe jak i ich larwy są drapieżnikami aktywnie wyszukującymi swe ofiary. Nabinae zwykle są drapieżnikami generalistycznymi (wielożernymi). Odżywiają się różnymi owadami i ich larwami, pajęczakami a także jajami stawonogów. Nierzadki jest u nich kanibalizm, zwłaszcza względem młodszych stadiów rozwojowych. Wyjątkiem wśród Nabinae są Arachnocorini, które to bytują w sieciach łownych pająków, żerując tam na ich zdobyczy. Prostemmatinae wyspecjalizowane są natomiast w pluskwiakach różnoskrzydłych. W okresach niedoboru zdobyczy zażaratkowate nakłuwają rośliny celem uzupełnienia wody.

### Rozród i rozwój
Kopulacja u Nabinae odbywa się podobnie jak u większości pluskwiaków, natomiast u Prostemmatinae występuje zaplemnienie hemoceliczne. Nasienie może być wprowadzane do pochwy i stamtąd migrować przez hemocel do jajników lub być wstrzykiwane bezpośrednio do hemocelu dzięki przebiciu ściany pochwy wierzchołkiem prącia lub przy użyciu mesospermalege (zaplemnienie urazowe).
Zapłodnienie następuje w jajowodzie, u nasady owarioli lub w pobliżu nóżki owarialnej. Zapłodnione jaja składane są przez samicę do nacięć wykonanych pokładełkiem w tkankach traw i roślin zielnych. Kształt jaj jest walcowaty, pociągły, nieco zgięty, a na ich wierzchołku znajdują się wieczka, które wystają poza tkanki rośliny.
W rozwoju pozazarodkowym występuje pięć stadiów larwalnych, jedynie w przypadku Nabicula limbata jest ich cztery. Zwykle są one podobne do owadów dorosłych, często też zamieszkują podobne siedlisko, ale niektóre, co zwiększa ochronę przed drapieżnikami, upodobniają się do mrówek wyglądem i zachowaniem, niekiedy trzymając się mrowisk.

### W klimacie umiarkowanym
Fauna zażartkowatych klimatu umiarkowanego zdominowana jest przez eurybionty. Większość związana jest z roślinami zielnymi, rzadsze są gatunki występujące na roślinach drzewiastych lub na powierzchni gruntu. Na świat przychodzi jedno pokolenie rocznie. Zimowanie odbywa się w głębszych warstwach ściółki, szczelinach kory, a czasem w zabudowaniach. Sezon rozrodczy przypada na wiosnę lub jesień.

## Rozprzestrzenienie
Rodzina kosmopolityczna, przy czym ponad 70% gatunków zamieszkuje strefę tropikalną. Najliczniejsze fauny mają krainy orientalna i neotropikalna. Spośród zaliczanych do zażartkowatych plemion Nabini i Prostemmatini mają zasięg kosmopolityczny, Phorticini i Gorpini pantropikalny, a Arachnocorini i Carthasini neotropikalny. W Palearktyce stwierdzono około 70 gatunków. W Polsce rodzinę reprezentuje 15 gatunków z 3 rodzajów (zobacz: zażartkowate Polski).

## Taksonomia
Takson ten wprowadził w 1852 roku Achille Costa, jednak umieszczał go w obrębie zajadkowatych. Do rangi niezależnej rodziny wyniósł zażartkowate Franz Xaver Fieber w 1861. Na przestrzeni XX wieku w skład zażartkowatych włączano też uznawane współcześnie za osobne rodziny Pachynomidae, Medocostidae i Velocipedidae.
Do 2014 roku opisano około 500 gatunków zażartkowatych. Ich klasyfikacja przedstawia się następująco:
- podrodzina: Nabinae Costa, 1853
  - plemię: Arachnocorini Reuter, 1890
  - plemię: Carthasini Blatchley, 1926
  - plemię: Gorpini Reuter, 1909
  - plemię: Nabini Costa, 1853
- podrodzina: Prostemmatinae Reuter, 1890
  - plemię: Phorticini Kerzhner, 1971
  - plemię: Prostemmatini Reuter, 1890
- podrodzina: incertae sedis
  - †Karanabis Becker-Migdisova, 1962
  - †Sinanabis Zhang, 1986

Zapis kopalny zażartkowatych zaczyna się w jurze, z którego to okresu pochodzą skamieniałości Karanabis kiritshenkoi i Sinanabis brevipes. Z kolei z kredy pochodzi inkluzja w bursztynie birmańskim należąca do Cretanazgul camillei.

## Znaczenie gospodarcze
Zażartkowate odgrywają dużą rolę pożyteczną w zbiorowiskach roślin uprawnych (agrocenozach), efektywnie polując na rozmaite szkodniki i biorąc udział w ich biologicznym zwalczaniu. Najlepiej przebadane pod tym względem został zażartki z rodzaju Nabis. Biorą one udział w redukowaniu populacji m.in. Anticarsia gemmatalis, Hypena scabra, skośnika bawełnowego, słonecznicy orężówki i różnych mszyc. Zażartkowate raz z drapieżnymi zwińcowatymi, dziubałkowatymi, tarczówkowatymi, tasznikowatymi i smukleńcowatymi należą do najliczniejszych drapieżców w uprawach takich roślin jak kukurydza, pszenica, soja warzywna i tytoń szlachetny; pluskwiaki różnoskrzydłe stanowią od 40 do 89% wszystkich drapieżników w północnoamerykańskich uprawach soi.